# Вехета, Филип
Фи́лип Ве́хета (чеш. Filip Vecheta; род. 15 февраля 2003) — чешский футболист, нападающий клуба «Карвина».

## Клубная карьера
Вехета — воспитанник клубов «Зноймо» и «Словацко». 25 мая 2019 года в матче против «Карвины» он дебютировал в Первой лиге в составе последнего. В 2021 году в поединке против столичной «Славии» Филип забил свой первый гол за «Словацко». В 2022 году он помог клубу завоевать Кубок Чехии.

## Достижения
Клубные
 «Словацко»
- Обладатель Кубка Чехии: 2021/22